# میوار
میوار (انگلیسی: Mivar) شرکت الکترونیک ایتالیایی است، که در سال ۱۹۴۵ تأسیس شد.